# Joséphine Berry
Joséphine Berry (* 29. Januar 1992 in Paris) ist eine französische Schauspielerin.

## Leben
Sie ist die Tochter des Schauspielers Richard Berry und der Schauspielerin Jessica Forde. Ihre ersten vier Rollen spielte sie in den ersten Filmen, bei denen ihr Vater Regie führte, in L’Art (délicat) de la séduction an der Seite ihrer Halbschwester Coline Berry.

## Filmografie (Auswahl)
- 2001: L’Art (délicat) de la séduction
- 2002: Ich, Caesar. 10 ½ Jahre alt, 1,39 Meter groß (Moi César, 10 ans 1/2, 1m39)
- 2005: La Boîte noire
- 2009: Bretelles, pudding et herbes hautes
- 2010: 22 Bullets (L’immortel)
- 2011: Der Kuss des Schmetterlings (Un baiser papillon)
- 2015: Nos femmes
- 2016: The Girl from the Song